# Lathyrus multiceps
Lathyrus multiceps (comúnmente denominada arvejilla) es una planta de la familia de las fabáceas.

## Descripción
Planta perenne, trepadora. Tallos con alas anchas. Hojas formadas por un par de folíolos de 5-15 cm, lanceolados con zarcillos. Estípulas de 1-3 mm de ancho. Flores de color azul claro, de 15-25 mm, en racimos de 3-12. Dientes del cáliz desiguales. Florece en verano. El fruto es una legumbre glabra, marrón.

## Hábitat
Claros de bosque, márgenes de los campos, pedregales fijados, matorrales y setos.

## Distribución
En la región andina sudamericana, especialmente Argentina, Chile y Perú. 

## Taxonomía
Lathyrus multiceps fue descrito por Dominique Clos y publicado en Species Plantarum 2: 733. 1753.
Etimología
Lathyrus: nombre genérico derivado del griego que se refiere a un antiguo nombre del "gisante".
multiceps: epíteto latíno que significa "con muchas cabezas"
Sinonimia
- Lathyrus ecirrhosus Phil.
- Lathyrus eurypetalus Phil.
- Lathyrus multiceps var. normalis Burkart
- Lathyrus multiceps var. setiger (Phil.) Acevedo
- Lathyrus setiger Phil.
- Lathyrus setiger var. eurypetalus (Phil.) Reiche	[5]